# 长吻湍蛙
长吻湍蛙（学名：Amolops nasicus）为蛙科湍蛙属的两栖动物。在中国大陆，分布于湖南、云南、广西等地。该物种的模式产地在越南。